# Richard Schantz
Richard Schantz (* 14. September 1950 in Zweibrücken) ist ein deutscher Philosoph und war von 2000 bis 2016 Professor für Philosophie an der Universität Siegen.

## Leben
Schantz studierte von 1972 bis 1979 Philosophie, Anglistik und Germanistik an der Ruprecht-Karls-Universität Heidelberg.
1983 promovierte er an der Philosophisch-Historischen Fakultät der Universität Heidelberg mit der Dissertation: „Der sinnliche Gehalt der Wahrnehmung“. Es folgten Lehraufträge und die Vertretung einer Assistenzstelle am Philosophischen Seminar der Universität Heidelberg. Von 1985 bis 1991 war Schantz wissenschaftlicher Hochschulassistent von Ernst Tugendhat am Institut für Philosophie an der Freien Universität Berlin. Die nachfolgenden drei Jahre arbeitete er (ebenfalls dort) als wissenschaftlicher Mitarbeiter im Arbeitsbereich Wissenschaftstheorie bei Carlos Ulises Moulines.
1996 habilitierte Schantz an der Freien Universität Berlin mit der Arbeit „Wahrheit, Referenz und Realismus. Eine Studie zur Sprachphilosophie und Metaphysik“. Bis 1999 war er als Privatdozent an der Freien Universität Berlin tätig und vertrat zwischenzeitlich Professuren an der Ludwig-Maximilians-Universität München und an der Universität Siegen.
Von Januar 2000 bis 2016 war Schantz Professor für Geschichte der Philosophie sowie für den systematischen Schwerpunkt Sprachphilosophie/Analytische Philosophie an der Universität Siegen.

## Forschung
Forschungsschwerpunkt von Schantz ist das gesamte Spektrum der theoretischen Philosophie. Insbesondere befasst er sich mit der Sprachphilosophie, der Erkenntnistheorie, der Metaphysik, der Philosophie des Geistes, der Logik und der Wissenschaftstheorie.
Schantz ist Mitglied im Editorial Board der Zeitschriften „Metaphysica“ und „Ontologica“, Herausgeber der Buchreihe Current Issues in Theoretical Philosophy, (Berlin, New York: Walter de Gruyter) und Mitherausgeber der Buchreihe Philosophische Analyse/Philosophical Analysis (Frankfurt, München, New York: Ontos-Verlag).

## Schriften

### Monographien
- Der sinnliche Gehalt der Wahrnehmung, München – Hamden, Philosophia, Wien 1990.
- Wahrheit, Referenz und Realismus. Eine Studie zur Sprachphilosophie und Metaphysik, Walter de Gruyter, Berlin, New York 1996.

### Herausgeberschaften
- Current issues in theoretical philosophy (Hg.), Walter de Gruyter, 3 Bände:
  - What is Truth?, Berlin 2002, ISBN 3-11-016441-8, doi:10.1515/9783110886665,
  - The Externalist Challenge, Berlin 2004, ISBN 3-11-018306-4, doi:10.1515/9783110915273,
  - Prospects for Meaning, Berlin 2012, ISBN 978-3-11-019623-8, doi:10.1515/9783110216882.
- Wahrnehmung und Wirklichkeit (Hg.), ontos, Frankfurt 2009, ISBN 978-3-86838-042-2, doi:10.1515/9783110326048
- (gem. mit Markus Seidel) The Problem of Relativism in the Sociology of (Scientific) Knowledge (Hg.), ontos, Frankfurt 2011, ISBN 978-3-86838-128-3, doi:10.1515/9783110325904 (Open Access).

### Aufsätze (Auswahl)
- Verifikationismus und Realismus in der Philosophie des Pragmatismus. Eine Studie zu Peirce und James. In: Zeitschrift für philosophische Forschung. 3, 1998, S. 363–382.
- The role of sensory experience in epistemic justification. A problem for coherentism. In: Erkenntnis. 50, 1999, S. 177–191.
- Truth, Correspondence, and Reference. How Deflationists diverge from Tarski. In: Andre Chapuis, Anil Gupta (Hrsg.): Circularity, Definition, and Truth, Journal of the Indian Council of Philosophical Research. 2000, S. 317–331.
- Wie plastisch ist die sinnliche Wahrnehmung? In: Philosophia naturalis. 37, 2000, S. 59–76.
- Objektbewußtsein und Selbstbewußtsein bei Kant. Eine Studie zu den Paralogismen der reinen Vernunft. In: Grazer Philosophische Studien. 60, 2000, S. 151–169.
- Truth and Reference. In: Synthese. 126, 2001, S. 261–281.
- The Given Regained. Reflections on the Sensuous Content of Experience. In: Philosophy and Phenomenological Research. 62, 2001, S. 167–180.
- Why Truth is not an Epistemic Concept. In: Geo Siegwart, Dirk Greimann (Hrsg.): Truth and Speech Acts. Routledge, New York/London 2007, S. 307–320.
- From Truth Conditions to Structured Propositions. In: Richard Schantz (Hrsg.): Prospects for Meaning. De Gruyter, Berlin/New York 2012, S. 259–286.